# تپه‌های گاو مرگی
تپه‌های گاو مرگی مربوط به دوران‌های تاریخی پس از اسلام است و در شهرستان مشهد، روستای نظر آباد واقع شده و این اثر در تاریخ ۱۹ مرداد ۱۳۸۴ با شمارهٔ ثبت ۱۲۹۵۲ به‌عنوان یکی از آثار ملی ایران به ثبت رسیده است.